# Marek Goliáš
Marek Goliáš (* 1952, Hranice) je český prozaik a fotograf, povoláním advokát.

## Život
Narodil se v roce 1952 v Hranicích. Vystudoval Právnickou fakultu Masarykovy univerzity v Brně a získal titul JUDr. Žil ve Skalici nad Svitavou, Drahanech, Bousíně a Prostějově. Nyní Marek Goliáš žije a tvoří v Brně. Kromě literatury se věnuje fotografování v přírodě a turistice.

## Dílo
- 2004 Někde jinde, ISBN 80-7239-159-3
- 2005 Kazatel, ISBN 80-7239-181-X
- 2009 Mraveneček, ISBN 978-80-7239-240-7